# 갑상샘자극호르몬
갑상샘자극호르몬(Thyroid-stimulating hormone, TSH)은 뇌하수체 호르몬으로, 갑상샘을 자극하여 티록신 (T4)을 생성하고, 이후 트라이아이오도티로닌 (T3)을 생성하여 신체 거의 모든 조직의 대사를 자극한다. 이것은 뇌하수체 전엽의 갑상샘세포에서 생성되는 당단백질 호르몬으로, 갑상샘의 내분비 기능을 조절한다.

## 생리학

갑상샘 호르몬인 T_{3}와 T_{4}의 시스템.

### 호르몬 수치
TSH (반감기는 약 1시간)는 갑상샘을 자극하여 대사에 약간만 영향을 미치는 호르몬인 티록신 (T4)을 분비하게 한다. T4는 활동성 호르몬인 트라이아이오도티로닌 (T3)으로 전환되어 대사를 자극한다. 이 전환의 약 80%는 간과 다른 장기에서, 20%는 갑상샘 자체에서 일어난다.
TSH는 일생 동안 분비되지만, 특히 급성장 및 발달 기간과 스트레스에 대한 반응으로 높은 수치에 도달한다.
뇌의 바닥에 있는 시상하부는 갑상샘자극호르몬 방출호르몬 (TRH)을 생성한다. TRH는 뇌하수체 전엽을 자극하여 TSH를 생성하게 한다.
소마토스타틴 또한 시상하부에서 생성되며, TSH의 뇌하수체 생성에 반대 효과를 가져 분비를 감소시키거나 억제한다.
혈액 내 갑상샘 호르몬 (T3 및 T4)의 농도는 뇌하수체의 TSH 분비를 조절한다. T3 및 T4 농도가 낮으면 TSH 생성이 증가하고, 반대로 T3 및 T4 농도가 높으면 TSH 생성이 감소한다. 이것은 음성 되먹임 고리의 예이다. 측정값의 부적절성, 예를 들어 낮은-정상 TSH와 낮은-정상 T4가 함께 나타나는 것은 3차 (중앙) 질병과 TSH 대 TRH 병리를 나타낼 수 있다. 높은 역 T3 (RT3)와 낮은-정상 TSH 및 낮은-정상 T3, T4 값이 함께 나타나는 경우, 갑상샘 기능 정상 병적 증후군(euthyroid sick syndrome)을 나타내는 것으로 간주되며, 효력이 약한 호르몬의 분비와 함께 만성 아급성 갑상샘염 (SAT)에 대한 조사가 필요할 수 있다. 과거에 자가면역 갑상샘 진단을 받은 환자에게서 항체가 없는 경우, 정상 TSH가 존재하더라도 SAT로의 발달이 항상 의심스러울 수 있는데, 이는 자가면역 질환의 알려진 회복이 없기 때문이다.
실험실 결과의 임상적 해석을 위해서는 TSH가 박동성 방식으로 분비되어 혈청 농도에 일주기 및 초일주기 리듬을 생성한다는 점을 인식하는 것이 중요하다.

### 소단위
TSH는 당단백질이며 알파 소단위와 베타 소단위의 두 가지 소단위로 구성된다.
- α (알파) 소단위 (즉, chorionic gonadotropin alpha)는 인간 융모성 생식선 자극호르몬 (hCG), 황체형성호르몬 (LH), 여포자극호르몬 (FSH)]]의 소단위와 거의 동일하다. α 소단위는 아데닐산 고리화효소 (cAMP 생성에 관여)의 자극을 담당하는 효과기 영역으로 생각된다.[10] α 사슬은 92개의 아미노산 서열을 가지고 있다.
- β (베타) 소단위 (TSHB)는 TSH에만 고유하며, 따라서 수용체 특이성을 결정한다.[11] β 사슬은 118개의 아미노산 서열을 가지고 있다.

### TSH 수용체
TSH 수용체는 주로 갑상샘여포세포에서 발견된다. 수용체 자극은 T3 및 T4 생산 및 분비를 증가시킨다. 이는 갑상샘 호르몬 합성의 여섯 단계를 자극하여 일어난다: (1) 갑상샘여포세포의 기저측막에 있는 나트륨-요오드 공수송체 (NIS)의 활동을 상향 조절하여 세포 내 요오드 농도를 증가시킨다 (요오드 포획). (2) 갑상샘 호르몬의 전구체 단백질인 여포 내강의 티로글로불린 요오드화를 자극한다. (3) 요오드화 티로신 잔기의 접합을 자극한다. 이는 티로글로불린 단백질에 부착된 티록신 (T4) 및 트라이아이오도티로닌 (T3)의 형성을 초래한다. (4) 요오드화 티로글로불린 단백질의 첨단막을 통한 여포 세포 내로의 증가된 내포작용. (5) 요오드화 티로글로불린의 단백질 분해를 자극하여 자유 티록신 (T4) 및 트라이아이오도티로닌 (T3)을 형성한다. (6) 알려지지 않은 기전에 의해 여포 세포의 기저측막을 가로질러 티록신 (T4) 및 트라이아이오도티로닌 (T3)을 순환계로 분비한다.
TSH 수용체에 대한 자극 항체는 TSH를 모방하여 그레이브스병을 유발한다. 또한 hCG는 TSH 수용체에 일부 교차 반응성을 보여 갑상샘 호르몬 생성을 자극할 수 있다. 임신 중 hCG 농도가 장기간 높으면 임신성 갑상샘 기능 항진증이라는 일시적인 상태가 발생할 수 있다. 이것은 trophoblastic tumor들이 갑상샘 호르몬 생산을 증가시키는 메커니즘이기도 하다.

## 응용

### 진단
TSH의 기준치는 분석 방법에 따라 약간 달라질 수 있으며, 갑상샘 기능 장애 진단을 위한 기준치와 반드시 일치하는 것은 아니다. 영국에서는 Association for Clinical Biochemistry에서 발행한 지침에 따라 0.4~4.0 μIU/mL (또는 mIU/L)의 기준 범위를 제안한다. National Academy of Clinical Biochemistry (NACB)는 연구 결과 2.0 μIU/mL 이상의 초기 TSH 수치를 가진 성인들이 "향후 20년 동안 갑상샘저하증 발생 승산비가 증가했으며, 특히 갑상샘 항체가 증가했을 때 더욱 그러했다"는 점을 보여주었기 때문에 성인의 기준 범위가 0.4–2.5 μIU/mL로 감소할 것으로 예상했다.
소아의 TSH 농도는 일반적으로 성인보다 높다. 2002년에 NACB는 정상 만삭 신생아의 경우 출생 시 약 1.3~19 μIU/mL에서 시작하여 10주에 0.6~10 μIU/mL, 14개월에 0.4~7.0 μIU/mL로 감소하고, 소아기 및 사춘기 동안 점진적으로 성인 수준인 0.3~3.0 μIU/mL로 감소하는 연령별 기준 한계를 권장했다.:Section 2

#### 질병 진단
TSH 농도는 갑상샘 호르몬 과다 (갑상샘 기능 항진증) 또는 결핍 (갑상샘저하증)이 의심되는 환자의 갑상샘 기능 검사의 일부로 측정된다. 결과의 해석은 TSH와 T4 농도에 모두 달려 있다. 어떤 상황에서는 T3 측정 또한 유용할 수 있다.
| 병리 원인          | TSH 수치 | 갑상샘 호르몬 수치 | 질병 유발 조건                                                |
| ------------------ | -------- | ------------------ | ------------------------------------------------------------- |
| 시상하부/뇌하수체  | 높음     | 높음               | 양성 뇌하수체 선종 (종양) 또는 갑상샘 호르몬 저항성           |
| 시상하부/뇌하수체  | 낮음     | 낮음               | Secondary hypothyroidism 또는 "중앙성" 갑상샘저하증           |
| 갑상샘 기능 항진증 | 낮음     | 높음               | Primary hyperthyroidism 즉 그레이브스병                       |
| 갑상샘저하증       | 높음     | 낮음               | 선천갑상샘저하증, Primary hypothyroidism 즉 하시모토 갑상샘염 |

TSH 분석은 이제 갑상샘 질환을 위한 권장되는 선별 도구이다. TSH 분석의 민감도를 높이는 최근의 발전으로 인해 자유 T4보다 더 나은 선별 도구가 되었다.

#### 모니터링
치료를 받는 환자의 TSH 치료 목표 범위는 0.3에서 3.0 μIU/mL 사이이다.
갑상샘저하증 환자가 티록신을 복용할 경우, TSH 단독 측정이 일반적으로 충분하다고 간주된다. TSH가 정상 범위를 초과하여 증가하면 과소 보충 또는 치료 순응도 불량을 나타낸다. TSH의 상당한 감소는 과다 치료를 시사한다. 두 경우 모두 용량 변경이 필요할 수 있다. 낮은 또는 낮은-정상 TSH 값은 대체 요법이 없는 경우 뇌하수체 질환을 나타낼 수도 있다.
갑상샘 기능 항진증 환자의 경우, TSH와 T4 모두 일반적으로 모니터링된다. 임신 중 TSH 측정은 산모의 갑상샘 호르몬 가용성과 자녀의 신경인지 발달 사이의 잘 알려진 연관성에 대한 좋은 지표가 아닌 것으로 보인다.
TSH 분포는 나이가 들면서 점진적으로 높은 농도 쪽으로 이동한다.

#### TSH 측정 해석의 어려움
- Heterophile 항체 (여기에는 인간 항마우스 항체 (HAMA) 및 류마티스 인자 (RF)가 포함됨)는 검사 분석의 동물 항체에 약하게 결합하여 실제 TSH 수준보다 높거나 (또는 덜 흔하게 낮거나) TSH 결과를 초래한다.[21][22] 표준 실험실 분석 패널은 중간 수준의 이종친화성 항체를 제거하도록 설계되었지만, 더 높은 항체 수준을 제거하지 못한다. "메이오 클리닉의 바우만 박사와 동료들은 그녀가 테스트한 수백 개의 샘플 중 4.4%가 이종친화성 항체의 영향을 받았다는 것을 발견했다......... 이 상태의 특징은 TSH 값과 자유 T4 값, 그리고 가장 중요하게 실험실 값과 환자의 상태 간의 불일치이다. 특히 내분비학자들은 이것을 경계해야 한다."
- 매크로 TSH - 내인성 항체가 TSH에 결합하여 활동을 감소시키므로, 뇌하수체는 동일한 전체 TSH 활동 수준을 얻기 위해 더 많은 TSH를 생성해야 한다.[23]
- TSH 이성질체 - TSH 분자의 자연적인 변이로, 활동성이 낮으므로 뇌하수체는 동일한 전체 TSH 활동 수준을 얻기 위해 더 많은 TSH를 생성해야 한다.[24][25]
- 동일한 TSH 농도는 갑상샘 기능 장애 진단에 사용되거나 레보티록신 대체 요법 모니터링에 사용되는지에 따라 다른 의미를 가질 수 있다. 이러한 일반화의 부족에 대한 이유는 심슨의 역설[26]과 치료받는 갑상샘저하증에서 TSH-T3 shunt가 교란되어 자유 T4와 TSH 농도 사이의 관계 형태가 왜곡되기 때문이다.[27]

### 치료적
합성 재조합 인간 TSH 알파 (rhTSHα 또는 간단히 rhTSH) 또는 티로트로핀 알파 (INN)는 젠자임 코퍼레이션에서 타이로젠이라는 상표명으로 제조된다. 이것은 갑상샘암의 진단 및 치료의 일환으로 갑상샘 유래 세포의 내분비 기능을 조절하는 데 사용된다.
코크란 리뷰는 재조합 인간 티로트로핀 보조 방사성 요오드 치료와 방사성 요오드 단독 치료를 비교했다. 이 리뷰에서 재조합 인간 티로트로핀 보조 방사성 요오드 치료가 갑상샘저하증의 위험 증가와 함께 갑상샘 부피의 더 큰 감소를 초래하는 것으로 나타났다. 두 치료법 모두 삶의 질 변화에 대한 결정적인 데이터는 발견되지 않았다.

## 역사
1916년, 베넷 M. 앨런과 필립 E. 스미스는 뇌하수체에 갑상샘자극성 물질이 포함되어 있음을 발견했다. 이 갑상샘자극성 호르몬에 대한 최초의 표준화된 정제 프로토콜은 1937년 시드니 대학교에서 일하던 찰스 조지 램비와 빅터 트리코주스에 의해 기술되었다.

## 같이 보기
- 트라이아이오도티로닌(T3)
- 티록신(T4)